# Бертен, Роза
Мари-Жанна Бертен (фр. Marie-Jeanne Bertin), более известная как Роза Бертен, прозванная «Министр Моды» (2 июля 1747, Абвиль, Франция — 22 сентября 1813, Эпине-сюр-Сен, Франция) — модистка французской королевы Марии-Антуанетты. Считается одним из первых французских модельеров и дизайнеров; благодаря своему таланту пользовалась популярностью у высшей придворной знати Франции вплоть до Революции.

## Биография

### Ранние годы
Мари-Жанна Бертен родилась 2 июля 1747 года в пикардийском городке Абвиль на севере Франции в небогатой семье служилого дворянина. Её мать была сиделкой и ухаживала за больными, отец служил в полиции. Мари и её брат Жан-Лоран получили скромное образование. Существует легенда, что в детстве некая цыганка предсказала, что Мари суждено попасть ко двору, «где за ней будут носить шлейф». В 16 лет девушка отправилась в Париж и стала ученицей модистки, известной как мадмуазель Паганель, и спустя время стала партнером в её предприятии. Бертен была в хороших отношениях с клиентками-аристократками — принцессой де Конти, герцогиней де Шартр и принцессой де Ламбаль, благодаря протекции которых произошла её судьбоносная встреча с Марией-Антуанеттой.
В 1770 году Бертен открыла собственный магазин одежды, «Le Grand Mogol», на улице Сент-Оноре и быстро обзавелась клиентками среди влиятельных придворных дам. Многие из этих женщин были фрейлинами Марии-Антуанетты, тогда супруги дофина. Талант и деловая хватка Бертен позволили ей вскоре расширить своё предприятие до 30 сотрудников и около 120 поставщиков. Желая создать себе привлекательный образ, Мари-Жанна взяла себе имя Роза, созвучное с названием цветка.

### Модистка королевы
Роза Бертен была представлена будущей королеве в 1772 году. Два раза в неделю Роза показывала Марии-Антуанетте свои последние творения, и они часами обсуждали новые наряды и аксессуары. Королева, как и весь двор, была одержима своим гардеробом и тратила на него 258 тысяч ливров в год, вдвое больше выделенной ей фиксированной суммы. Этикет предписывал ей менять платья несколько раз в день и — в идеале — не надевать одно и то же дважды. Каждое из великолепных платьев Розы Бертен стоило в среднем от 1000, а иногда и до 6000 ливров. В богатом архиве автографов Жака Дусе, содержатся квитанции с точным указанием стоимости отдельных изделий:
«Шляпа из тонкой соломки с лентами синей тафты, одна завязывается под подбородком…» — 48 ливров.
«Шляпа из желтой соломки в виде тюрбана, отделанная голубым шелком и окаймленная голубыми перышками, сбоку султан из двух голубых перьев — 72 ливра». Если головные уборы отделаны кружевом, они естественно поднимаются в цене. Чепчик тонкого батиста, обшитый нитяным кружевом искусной работы, с исподу — косынка очень тонкой кисеи стоит 280 ливров. Но обычно шляпы, поставляемые Бертен, оцениваются менее чем в 100 ливров. Сделанный для королевы «убор в виде гирлянды роз, перемежаемых бантами из белого с полосками газа, с красивым белым пером сбоку» стоит 90 ливров. — Жорж Ленорт, «Повседневная жизнь Версаля при королях», М., 2003
Бертен, прозванная «Министром моды», одевала Марию-Антуанетту с 1772 года до её свержения в 1792-м, и стала влиятельной фигурой при французском дворе. Она также изготавливала на заказ «модные куклы» разных размеров (в том числе, и в человеческий рост) и одетые в соответствие с последней модой. До появления модных журналов такие куклы, называемые Пандорами, путешествовали по странам и помогали дамам следить за новинками в мире моды.

### После Революции
Французская революция ознаменовала перелом в блестящей придворной карьере Розы Бертен. Многие из её влиятельных клиентов-аристократов были казнены или эмигрировали, и она сама подвергалась опасности. Её обвиняли в потакании дорогим пристрастиям бывшей королевы. Тем не менее, Роза продолжала обшивать Марию-Антуанетту и после её свержения, но теперь это большей частью были лишь переделки старых платьев. Кроме того, Роза сшила для королевы простое траурное платье после казни Людовика XVI.
Во период террора Роза уничтожила все свои бухгалтерские книги и счета. В последний момент она успела перевести своё предприятие в Лондон. Какое-то время она продолжала обслуживать своих старых клиентов-эмигрантов, и её модные куклы все так же продолжали путешествовать по европейским столицам, добираясь даже до Санкт-Петербурга. В 1795 году она вернулась во Францию, где её клиенткой стала жена Наполеона Бонапарта Жозефина де Богарне, что позволило Розе восстановить все своё имущество, включая дом в местечке Эпине-сюр-Сен под Парижем.
Однако на смену моде рококо уже пришёл лаконичный стиль ампир, а эпоха сложных причёсок, огромных корсетов и прочих роскошных излишеств закончилась. Роза Бертен вскоре удалилась от дел и передала своё предприятие племянникам.
Роза Бертен умерла 22 сентября 1813 года, в возрасте 66 лет, в своем доме в Эпине-сюр-Сен.